# John Connor
John Connor – fikcyjna postać z serii filmów Terminator. Młody John w serialu Terminator: Kroniki Sary Connor wraz z matką posługuje się również nazwiskami Reese (po ojcu) i Baum.
Jest synem Sary Connor i żołnierza Kyle’a Reese’a. W przyszłości, według fabuły filmu, ma stać się przywódcą powstania skierowanego przeciw cyborgom, zbuntowanym maszynom, opartym na sztucznej inteligencji, dążącym do eksterminacji ludzkości.

## Chronologia
W pierwszej części serii (12-13 maja 1984 roku) John Connor występuje we wspomnieniach żołnierza, którego wysłał w przeszłość do 1984 roku w celu chronienia własnej matki, Sary, przed cyborgiem T-800.
John Connor urodził się 28 lutego 1985 roku. Przez kolejne dziesięć lat Sarah uczy go wszelkich możliwych sposobów walki z maszynami.
W drugiej części serii (8-9 czerwca 1995 roku) Skynet wysyła w przeszłość do 1995 roku ulepszony prototyp cyborga, T-1000, z misją zlikwidowania Johna Connora, gdy ten jest dzieckiem. John wysyła przeprogramowanego przez siebie T-800, aby chronić samego siebie. John ma wtedy 10 lat, znajduje się pod opieką rodziny zastępczej (państwa Voightów), gdyż jego matka została osadzona w szpitalu psychiatrycznym za próbę ataku na Cyberdyne. John i T-800 pomagają Sarze uciec ze szpitala oraz, próbując zapobiec Dniu Sądu, wysadzają w powietrze siedzibę Cyberdyne.
7 czerwca 1997 roku – pocałunek Johna i Kate Brewster na imprezie u Mike’a Kripke. Rozpoczęta znajomość znajdzie swój dalszy ciąg dopiero po 8 latach.
W trzeciej części serii (24 lipca 2005 roku) przedstawione są wydarzenia, które mają miejsce 10 lat po udanym powstrzymaniu Dnia Sądu. Data 29 sierpnia 1997 roku przeszła dla świata niezauważona. John Connor żyje z dnia na dzień – bez domu, bez kart kredytowych, telefonu i pracy. Nie ma żadnego sposobu, dzięki któremu Skynet mógłby go namierzyć. Jednak tylko do czasu gdy z przyszłości przybywa nowy model terminatora, T-X o wyglądzie kobiety. Ruch oporu wysyła w przeszłość Terminatora T-850 do ochrony Johna. John Connor spotyka Katherine Brewster, która w przyszłości zostanie jego żoną. Próbują powstrzymać Skynet, co doprowadza ich do podziemnego bunkra, gdzie mogą bezpiecznie przeczekać pierwsze uderzenia jądrowe w USA.
W czwartej części serii, toczącej się w 2018 roku, John Connor znajduje i ratuje swojego nastoletniego wówczas ojca Kyle’a Reese’a, którego 11 lat później wyśle w przeszłość z misją uratowania Sary Connor. Wkrótce potem zostaje ciężko ranny po walce z jednostką T-800 (wskutek tej walki na twarzy Connora pozostaje charakterystyczna szrama, którą można zobaczyć na początku filmu Terminator 2: Dzień sądu) jednak zostaje uratowany przez przeszczep serca Marcusa Wrighta.
11 lipca 2029 roku – armia Johna Connora forsuje zabezpieczenia Skynetu, ludzkość wygrywa wojnę. Dogorywający Skynet zdołał wysłać w przeszłość dwa modele Terminatorów (T-800 do roku 1984, by ten zabił Sarę, oraz T-1000 do roku 1995, by zgładził dziesięcioletniego Johna). W ślad za nimi John wysyła Kyle’a Reese’a do roku 1984, w samobójczej misji ochrony Sary Connor, oraz przeprogramowanego przez siebie T-800 do roku 1995, w celu ochrony samego siebie.
4 lipca 2032 roku John Connor zostaje zabity przez T-850. Ta sama jednostka T-850 zostaje wkrótce potem przejęta i przeprogramowana przez Kate Brewster oraz wysłana do 2005 roku z misją chronienia Johna Connora i Kate Brewster oraz wykonywania rozkazów Kate Brewster.
W piątej części serii można ujrzeć alternatywną rzeczywistość, która nie uwzględnia trzeciej ani czwartej części serii. John 11 lipca 2029 roku po zniszczeniu rdzenia Skynetu i wysłaniu Kyle’a Reese’a w przeszłość zostaje zaatakowany przez człowieka będącego w rzeczywistości personifikacją Skynetu i przemieniony w pół-człowieka, pół-maszynę stojącą po stronie Skynetu, teraz znaną także jako T-3000. Po tym incydencie Connor przenosi się do 2014 roku w celu dopilnowania tego, by „Genisys”, czyli Skynet rozwijał się poprawnie. Trzy lata później zostaje pokonany i zniszczony przez starszego T-800 przy użyciu maszyny czasu na kilka minut przed powstrzymanym „Dniem Sądu”.